# 本笠寺駅
本笠寺駅（もとかさでらえき）は、愛知県名古屋市南区前浜通7丁目にある名古屋鉄道名古屋本線の駅。駅番号はNH29。

## 概要
毎年2月3日に笠覆寺（笠寺観音）で節分会が開催され多くの人が訪れる。また毎月18日には縁日が、毎月6, 16, 26日には六の市が笠寺観音で開催され多くの参拝者・買い物客で賑わう。かつての準急停車駅だが、現在は普通列車のみの停車である。
2005年（平成17年）までは朝の一部の急行、夕方の一部の下り急行が停車していたほか、2023年までの節分会開催日は日中（2012年（平成24年）以降の平日は準急が削減されたため午前中のみ）に急行・準急が臨時停車し、当駅で緩急接続を行っていた。2024年以降は節分会開催日の急行・準急の臨時停車は行われていない。
平日の下りには当駅で4本の列車を通過待ちする普通列車が1本存在し、その列車は当駅に9分停車する。

## 歴史
- 1917年（大正6年）3月7日 - 愛知電気鉄道の笠寺駅として開業[1]。
- 1935年（昭和10年）8月1日 - 名岐鉄道との合併により名古屋鉄道が発足したため、同社の駅となる。
- 1943年（昭和18年）6月1日 - 国鉄東海道本線に笠寺駅が開業したのに伴い、本笠寺駅に改称。
- 1959年（昭和34年）11月11日 - 駅舎改築および配線変更[3]。島式2面4線化および地下道新設[4]。
- 1962年（昭和37年）12月 - 名古屋ショッピ（後のパレマルシェ）笠寺店開業[5]。
- 1970年（昭和45年）12月25日 - 準急停車駅に昇格[6]。
- 1987年（昭和62年）5月 - 自動改札機設置[7]。
- 1990年（平成2年）10月29日 - 準急が廃止される[8]。
- 2004年（平成16年）9月15日 - トランパス導入[9]。
- 2011年（平成23年）2月11日 - ICカード乗車券「manaca」供用開始。
- 2012年（平成24年）2月29日 - 「トランパス」供用終了。
- 2022年（令和4年）3月 - バリアフリー化工事完成（エレベーター3基設置）。
- 2023年（令和5年）3月18日 - 準急の特別停車を廃止。
- 2024年（令和6年）12月21日 - 終日無人化[10]。

完成当時の駅舎内部[11]。

## 駅構造
島式2面4線の待避可能な地上駅で、ホーム有効長は6両。ただし、ホームの上屋は4両分のため、6両編成の場合、名古屋寄りと豊橋寄りの各1両分は上屋に掛からない。駅集中管理システムが導入された無人駅である（管理駅は神宮前駅だが清掃等の管理責任は鳴海駅長にある）。2024年（令和6年）12月20日までは終日有人駅で、普通のみ停車の駅では数少ない有人駅だった。
改札口は東側に1箇所あり、付近には自動券売機（新規通勤manaca定期乗車券及び継続manaca定期乗車券の購入も可能ではあるが、クレジットカードでの決済は7:00~22:00の間に限られる）と自動精算機（ICカードの積み増し等も可能）を1台ずつ備えている。
改札口とホームを結ぶ地下通路の半分は壁で区切られ、改札外の自由通路となっており、駅舎の反対側の西口まで貫通している。トイレは改札内に設置されている。2022年（令和4年）3月にはエレベーターが設置された。
殆どの普通列車がこの駅で特急（快速特急）や急行、準急、回送列車の追い越し待ちを行うため、概ね5分程停車する。この駅を出ると、下り線（名鉄名古屋駅）方面は堀田駅や二ツ杁駅、西春駅まで待避ができず、特に岐阜方面の場合は新清洲駅まで緩急接続ができない（堀田駅や二ツ杁駅は副本線にしかホームがなく、金山駅では構造上上下線とも緩急接続が可能ではあるが、本数が多いため通常は行わない）ため、当駅で多くの普通列車が待避を行う（上り線はこの先、鳴海駅でも待避が可能。8両編成は当駅では待避ができないため堀田駅か鳴海駅で待避する）。そのため本線に停車する上り列車は片手で数えるほど少なく、日中以降、深夜までの普通列車は待避線に入る（日中の下り列車は犬山行きが本線に停車）。
| 番線 | 路線          | 方向 | 行先                 | 備考   |
| ---- | ------------- | ---- | -------------------- | ------ |
| 1    | NH 名古屋本線 | 下り | 金山・名鉄名古屋方面 | 待避線 |
| 2    | NH 名古屋本線 | 下り | 金山・名鉄名古屋方面 | 本線   |
| 3    | NH 名古屋本線 | 上り | 東岡崎・豊橋方面     | 本線   |
| 4    | NH 名古屋本線 | 上り | 東岡崎・豊橋方面     | 待避線 |

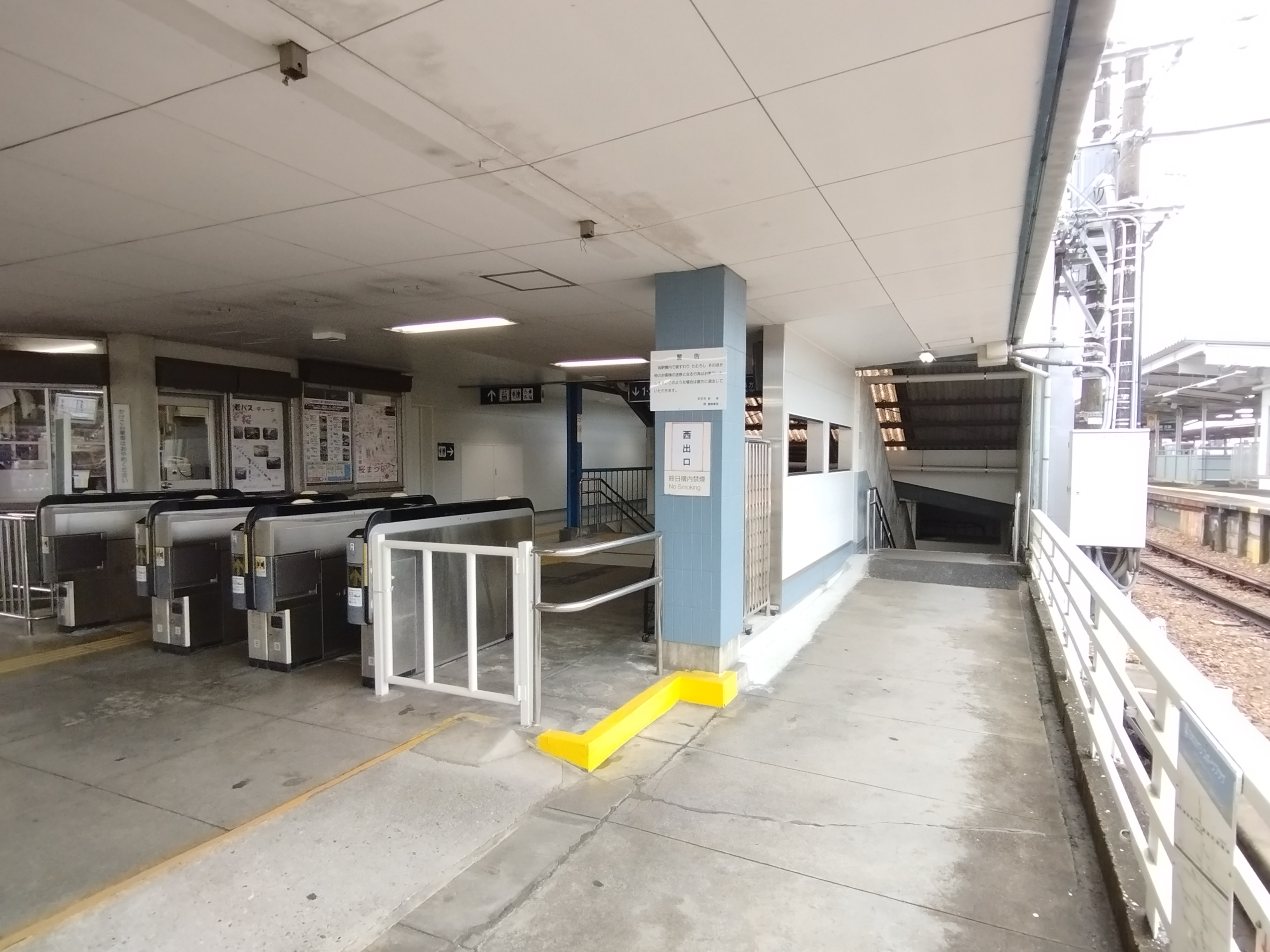
ホームに通じる改札（左）と西口に通じる地下通路（右）
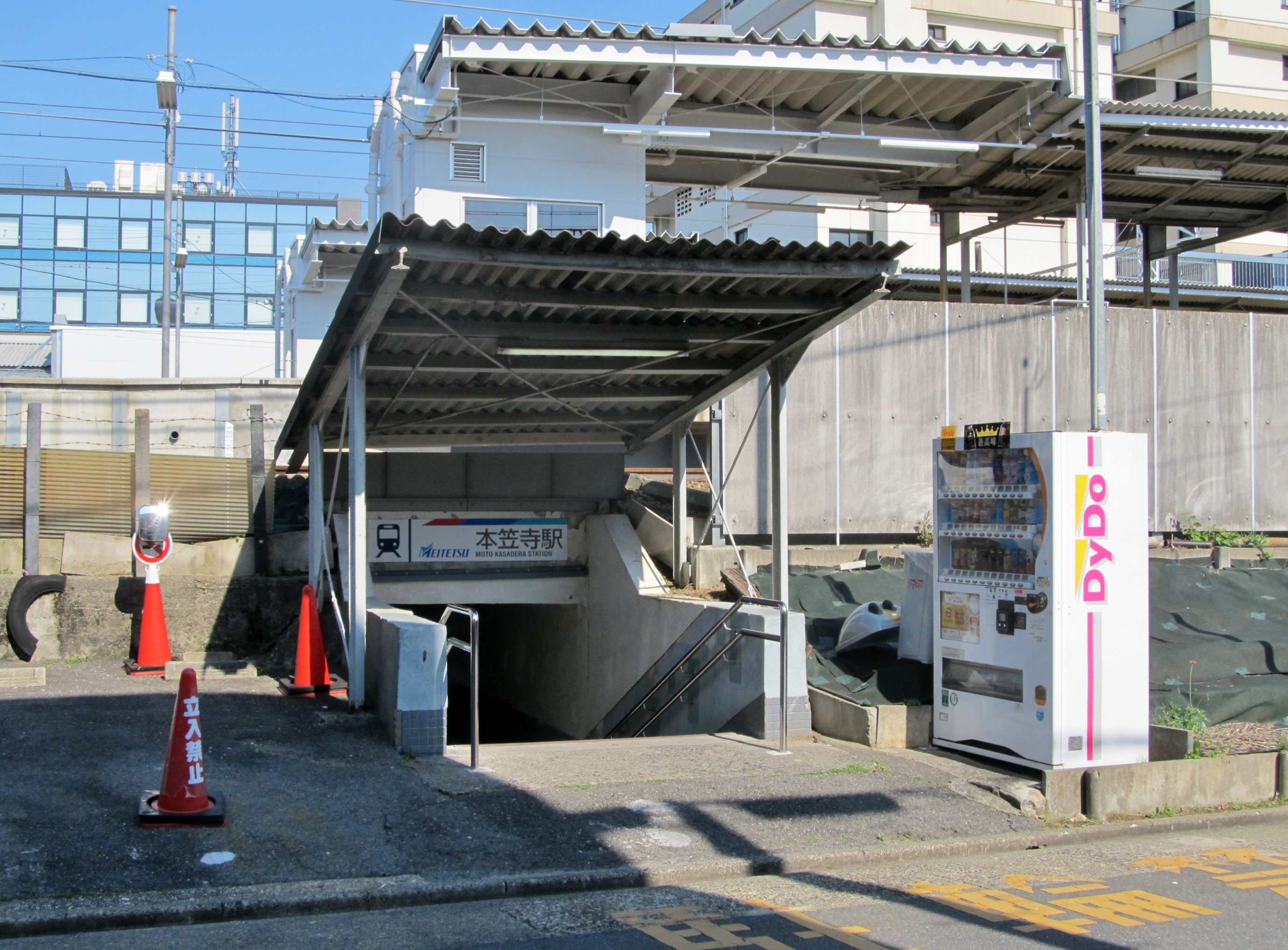
西口
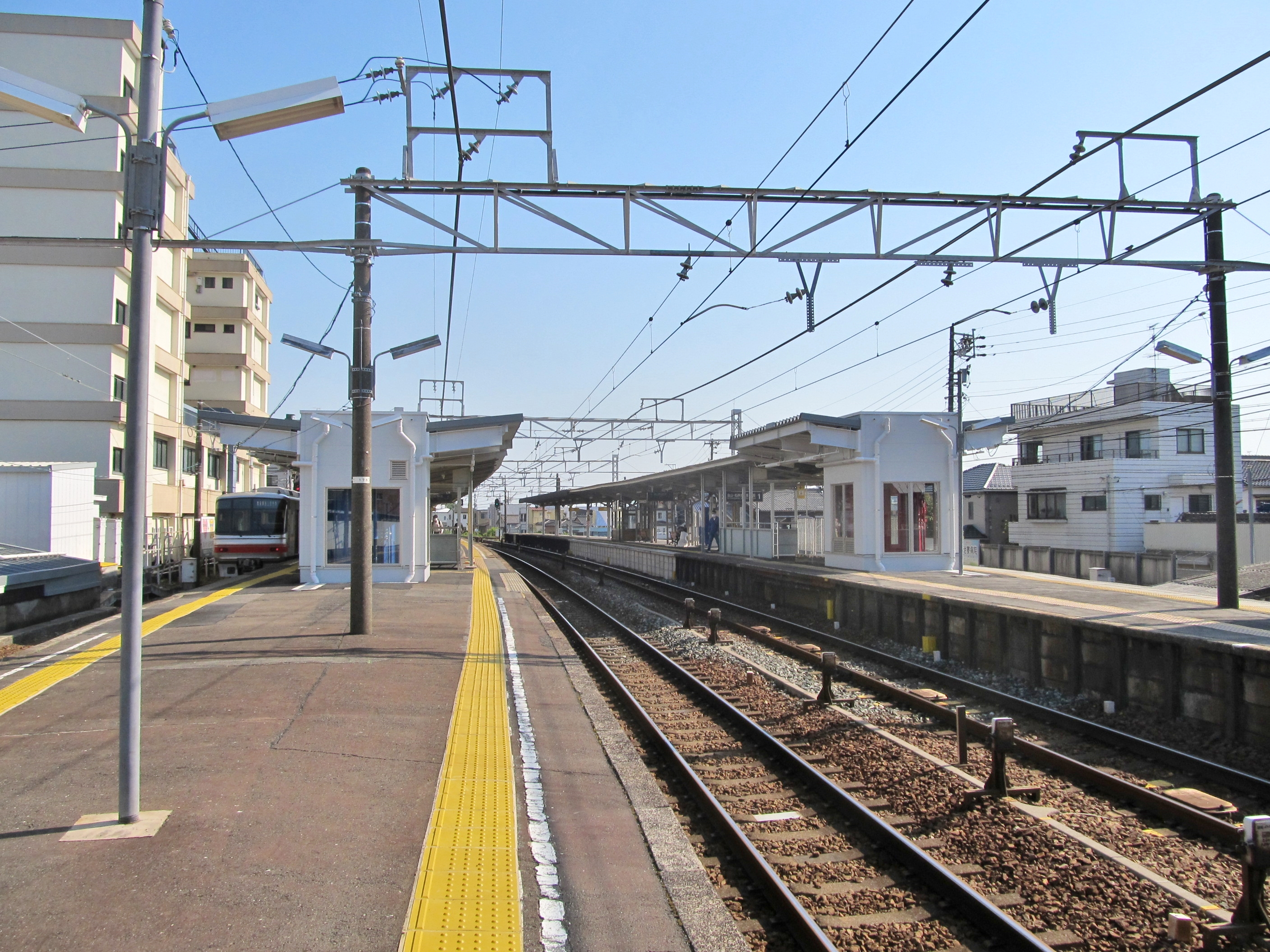
ホーム
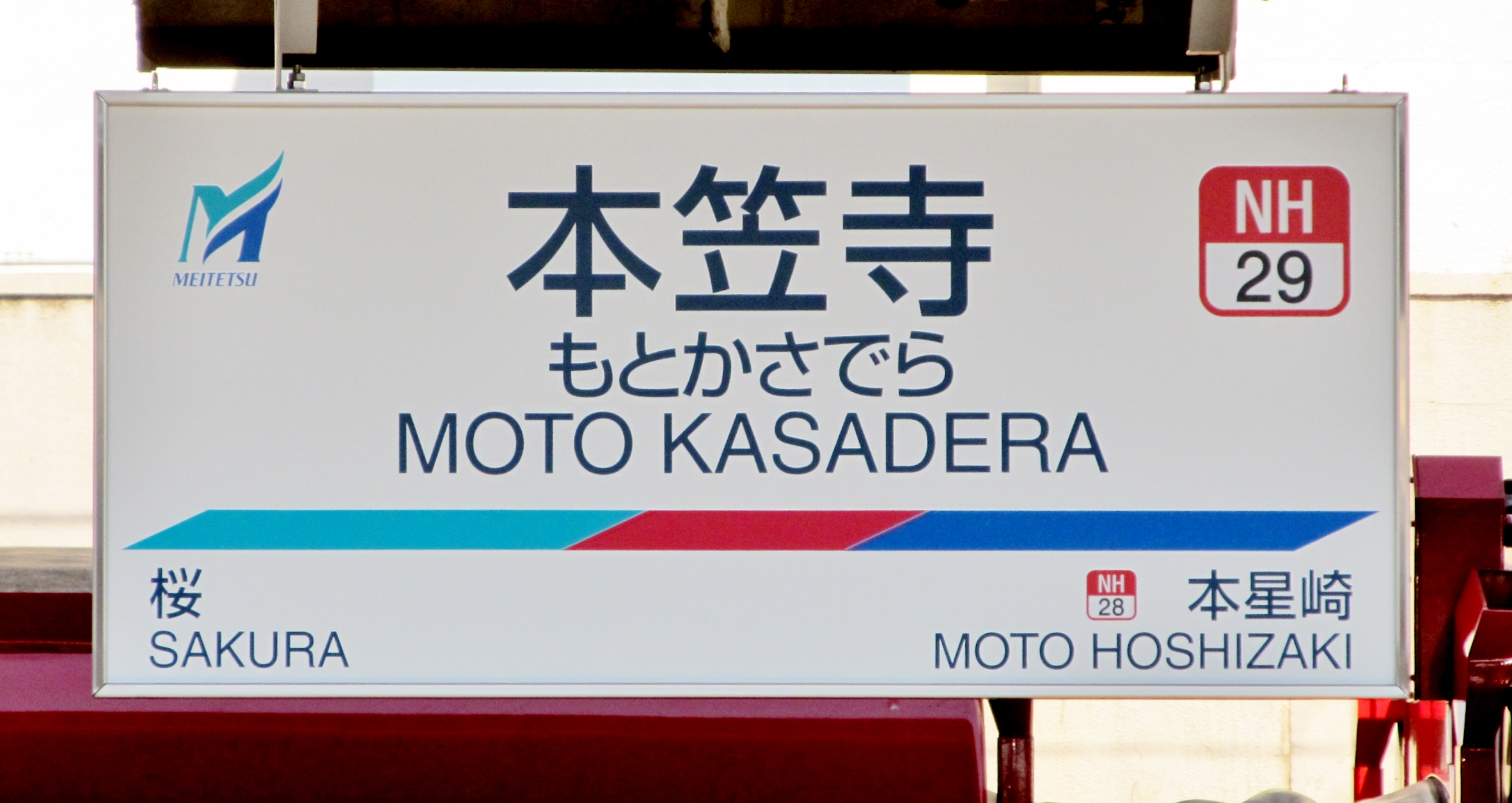
駅名標

ホームの上屋を支える柱には、イリノイ鉄道のレールが使われており、ところどころで刻印を見ることができる。
山崎川・天白川間連続立体交差事業に伴う駅高架化計画があり、2020年（令和2年）度内に環境アセスメント準備書作成に向けて調査を進める方針となっている（但し、本星崎駅周辺の高架化を第1期整備としており、第2期整備となる当駅周辺の高架化工事の着手は2030年代半ば以降となる）。

### 配線図
| ← 東岡崎方面 | 本笠寺駅 構内配線略図 | → 名古屋方面 |
| 凡例 出典:   |                       |              |

## 利用状況
- 「移動等円滑化取組報告書」によれば、2020年度の1日平均乗降人員は4,031人である[18]。
- 『名鉄120年：近20年のあゆみ』によると2013年度当時の1日平均乗降人員は4,611人であり、この値は名鉄全駅（275駅）中90位、名古屋本線（60駅）中28位であった[19]。
- 『名古屋鉄道百年史』によると1992年度当時の1日平均乗降人員は8,219人であり、この値は岐阜市内線均一運賃区間内各駅（岐阜市内線・田神線・美濃町線徹明町駅 - 琴塚駅間）を除く名鉄全駅（342駅）中54位、 名古屋本線（61駅）中24位であった[20]。
- 『名鉄 1983』によると、1981年度当時の一日平均乗降人員は11,909人であり、この値は名鉄全駅中32位であった[21]。
- 『名古屋市統計年鑑』によると、2019年度の1日平均乗車人員は2,321人である。各年度の1日平均乗車人員は以下の通り[22]。

| 年度   | 1日平均 乗車人員 |
| ------ | ---------------- |
| 2000年 | 2,472            |
| 2001年 | 2,341            |
| 2002年 | 2,298            |
| 2003年 | 2,236            |
| 2004年 | 2,205            |
| 2005年 | 2,153            |
| 2006年 | 2,186            |
| 2007年 | 2,197            |
| 2008年 | 2,206            |
| 2009年 | 2,142            |
| 2010年 | 2,193            |
| 2011年 | 2,206            |
| 2012年 | 2,253            |
| 2013年 | 2,279            |
| 2014年 | 2,232            |
| 2015年 | 2,298            |
| 2016年 | 2,282            |
| 2017年 | 2,338            |
| 2018年 | 2,321            |
| 2019年 | 2,321            |

## 駅周辺
周辺は住宅地や商店街になっている。

### 主な施設
| - 笠寺観音（天林山笠覆寺） - 徒歩で約3分。 - 笠寺公園 - 名古屋市見晴台考古資料館 - 笠寺一里塚 - 名古屋市南区役所 - 愛知県南警察署 - 笠寺年金事務所 - あいち銀行笠寺支店・笠寺中央支店 - マックスバリュエクスプレス笠寺店 | - 笠寺病院 - 名古屋市立本城中学校 - 名古屋市立桜台高等学校 - 愛知県立名古屋南高等学校 - 環状線（名古屋市道名古屋環状線） - 旧東海道（愛知県道222号緑瑞穂線） - JR東海道本線 - 笠寺駅へは徒歩で約20分。 |

### バス路線
当駅の最寄りは、東側商店街を抜けた先の環状線沿いにある名古屋市営バス「笠寺西門」バス停となる。
- 神宮16・南巡回：神宮東門 - 笠寺西門 - 笠寺駅 - 神宮東門
- 新瑞13：新瑞橋 - 笠寺西門 - 新瑞橋 / 鳴尾車庫
- 新瑞14：新瑞橋 - 笠寺西門 - 大江町 - ワイルドフラワーガーデン

## 隣の駅
名古屋鉄道
NH 名古屋本線
□快速特急・■特急・■急行・■準急
通過
■普通
本星崎駅（NH28） - 本笠寺駅（NH29） - 桜駅（NH30）
※ かつては本星崎駅 - 当駅間に東笠寺駅が存在した。